# Питсбърг (Калифорния)
Вижте пояснителната страница за други значения на Питсбърг.
Питсбърг (на английски: Pittsburg) е град в окръг Контра Коста, в района на залива на Сан Франциско, щата Калифорния, САЩ. Питсбърг е с население от 56 769 души. (2000) Питсбърг е основан през 1839 г. и е претърпял няколко промени на името си. Жителите на града гласували на 11 февруари, 1911 г. да кръстят града Питсбърг в чест на град Питсбърг в щата Пенсилвания.